# Vargas (delstat)

Delstaten Vargas läge i Venezuela

Vargas flagga

La Guaira, tidigare kallad Vargas, är en av de 23 delstaterna (estados) i Venezuela. 
Den är uppkallad efter Venezuelas förste civile president, José María Vargas. Vargas utgörs av ett kustområde i norra Venezuela och avgränsas av Aragua i väst, Miranda i öst, Karibiska havet i norr och huvudstadsdistriktet i söder. Delstatshuvudstaden är La Guaira. I Vargas finns landets största flygplats, Maiquetía, och landets största hamn.
1999 utsattes den geografiska mittdelen av Vargas för stora översvämningar och jordskred, kända som La Tragedia de Vargas ('Vargastragedin'). Dessa orsakade stora förluster av liv och egendom, och ledde till tvångsförflyttningar av befolkningen som innebar att flera småstäder helt försvann. Tusentals människor dog, och många fler flydde området till andra delstater.